# Арина
„Арина“ је југословенски филм из 1963. године. Режирао га је Иван Хетрих, а сценарио су писали Максим Горки и Ивица Иванец

## Улоге
| Глумац       | Улога |
| ------------ | ----- |
| Емил Глад    |       |
| Драго Крча   |       |
| Перо Квргић  |       |
| Виктор Лељак |       |
| Миња Николић |       |
| Нада Суботић |       |